# Государственная филармония Латвийской ССР
Государственная филармония Латвийской ССР (латыш. Latvijas PSR Valsts filharmonija) — наиболее крупное из музыкальных учреждений Латвийской ССР, занимавшихся музыкально-пропагандистской работой, организацией концертов и гастролей.

## История
Государственная филармония Латвийской ССР была создана в 1941 году. Дирекция находилась в Риге, на ул. Л. Паэгле, 2 (ныне — ул. Антонияс), в здании, где сейчас располагается посольство Российской Федерации.
За время своего существования артистами филармонии было дано в среднем около 4600 концертов в год. В 1983 году — 4032 концерта в Латвийской ССР и 840 за пределами республики. В том же году на гастролях в Латвии побывали 645 коллективов и артистов из разных союзных республик и 91 зарубежный исполнитель.
Главной концертной площадкой служил Большой зал Латвийской филармонии, располагавшийся в историческом здании Большой гильдии.
После восстановления независимости Латвийской Республики функции Государственной филармонии были постепенно перераспределены между вновь созданными учреждениями.

## Концертные залы
- Большой зал (830 мест)
- Камерный зал (204 места)
- Домский концертный зал (1436 мест)
- Концертный зал Дзинтари (2100 мест)
- Камерный зал Дзинтари (650 мест)

## Коллективы и солисты
- Государственный академический хор (художественный руководитель И. Цепитис)
- Государственный танцевальный ансамбль «Дайле» (художественный руководитель У. Жагата)
- Камерный оркестр (художественный руководитель Т. Лифшиц)
- Струнный квартет
- Фортепианное трио (Ю. Шволковскис, М. Виллеруш, В. Янцис)
- Фортепианный дуэт (Н. Новик и Р. Хараджанян)
- ВИА «Эолика»
- ВИА «Тип-топ»
- Певцы:
  - Л. Андрушевица
  - Л. Дайне
  - И. Тикнусе
- Пианисты:
  - В. Цируле
  - С. Хейне
  - Е. Рывкин
- Органисты:
  - О. Цинтиньш
  - Е. Лисицына
- Виолончелисты:
  - Э. Бертовскис
  - Э. Тестелец[2]